# Melanoma
Melanoma maligne (MM) o, simplement melanoma, és el nom genèric dels tumors melànics o pigmentats (del grec: mélas (μελας) "negre" + -oma (-ομα) "tumor"). Es tracta d'un tumor generalment cutani i altament agressiu per la seva capacitat de generar metàstasi. És un tipus poc freqüent de càncer de pell i té múltiples variants inusuals. Rares vegades, la seva localització és extracutània.

## Prevenció i protecció
Per a prevenir el melanoma, és necessari adoptar una sèrie de mesures de protecció, sobretot a l'estiu o en zones d'alt nivell de radiació solar; la utilització de gorres o barrets, de cremes d'alta protecció, així com prendre el sol d'una forma gradual i evitar-lo en les hores d'irradiació més intensa (entre les 12 h i les 16 h). També sota les ombrel·les el sol pot ser nociu, ja que l'efecte mirall de la sorra pot induir els rajos solars amb major intensitat
El prototipus humà amb majors possibilitats de contreure dita patologia és una dona entre 40 i 45 anys, de pell i ulls clars que realitzi regularment o no exposicions solars intenses des de la infància, amb cremades en l'etapa infantil i amb antecedents familiars de melanoma. Aproximadament, un 5-10 per cent dels melanomes cutanis són de naturalesa hereditària. Un sistema immunitari afeblit per estrès o malalties prèvies pot presentar menys resistència al melanoma.
Alguns consells per a prevenir l'aparició de melanomes són:
- Prendre el sol amb la crema de protecció solar adient al fototipus cutani de l'individu.[11]
- Utilitzar regularment el filtre solar adequat i per tot el cos.[12]
- Utilitzar la dosi recomanada pel fabricant.[13]
- S'ha de tenir en compte a l'hora de l'elecció del filtre tant els rajos UVA com els UVB (d'una longitud d'ona més curta i majors nivells d'energia en relació amb els UVA).[14]
- Recórrer si fos necessari a la fotoprotecció oral que pal·lia les mancances i defectes de la protecció tòpica.[15]

La seva prevenció secundària es basa en la correcta diagnosi de les lesions quan encara no han evolucionat cap a una fase avançada i en la vigilància dermatològica contínua dels individus amb factors de risc per desenvolupar aquest càncer.

## Detecció i tractament

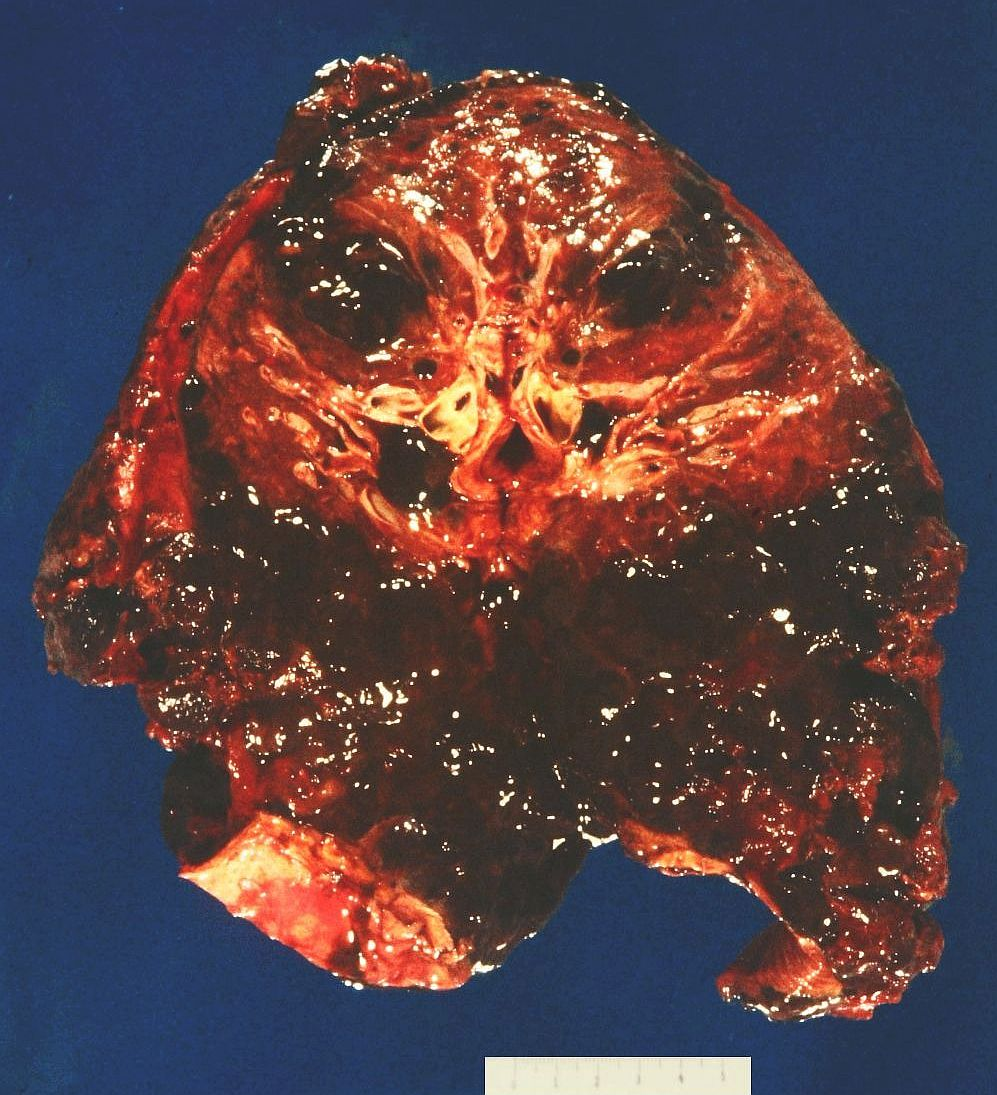
Metàstasis pulmonars d'un melanoma cutani

La incidència del melanoma a Espanya, com a la resta del món, ha augmentat molt en el decurs de les últimes dècades. Aquesta malaltia representa més del 70 per cent de totes les morts per càncer de pell.
Encara que el melanoma pot aparèixer arreu de la pell, del 80 al 90 per cent dels casos apareix sobre taques existents o sobre pigues noves, el que es coneix com a nevus melanocític, i que poden tenir un aspecte diferent dels habituals. Per exemple, en els nens amb un nevus de Spitz atípic es dona un increment del risc de desenvolupar a llarg termini un tipus de melanoma anomenat spitzoide. El nevus d'Ota o melanocitosi oculodèrmica es caracteritza per una pigmentació macular localitzada habitualment al front o a la regió periorbitària, seguint una particular distribució dermatòmica. Sol ser benigne. Els individus amb molts nevus atípics tenen tenen un major risc de desenvolupar melanomes, però no necessàriament sobre algun d'ells. L'exèresi profilàctica dels nevus atípics no elimina la possibilitat d'aparició d'un melanoma en zones de pell d'aspecte sa.
Per a saber quan l'aparença és sospitosa existeix una regla denominada A, B, C i D. Així, quan un nevus és Asimètric, té uns Bisells irregulars, pren una Coloració molt fosca o irregular i el seu Diàmetre augmenta, són indicis de melanoma, i per això s'ha d'acudir al metge.
S'ha de prestar especial atenció, per ser marcadors de melanoma, als nevus pigmentocel·lulars adquirits que, al llarg de la vida, modifiquen la seva morfologia. Sobretot en persones caucàsiques amb episodis de cremades solars abans dels quinze anys o que fan servir o han fet servir, encara que sigui intermitentment, làmpades de bronzejat emissores de radiació ultravioleta. Eventualment, els nevus displàstics i els melanocítics congènits, es malignitzen. Els principals signes d'alarma d'aquesta transformació són l'asimetria, les vores imprecises, el canvi de color i el sagnat de la lesió epidèrmica. La melanosi difusa cutània és una peculiar complicació dels melanomes metastàtics. En algunes ocasions, els melanomes es desenvolupen sobre tatuatges. Ha estat publicada en la literatura mèdica la remissió espontània parcial o total de melanomes coroïdals, de l'orella mitjana o metastàtics amb invasió limfàtica i vascular. Els melanomes en nens prepuberals són molt poc comuns. Representen menys del 3 per cent de tots els càncers pediàtrics i són raríssims en els menors de 5 anys. A causa de la seva similitud amb altres entitats clíniques, acostumen a ser diagnosticats tardiament.
Els melanomes subunguials solen sorgir sota l'ungla del polze o del dit gros del peu, amb certa freqüència en individus que han patit prèviament un traumatisme a la zona. Tenen presentacions clíniques molt diverses que poden dificultar la diagnosi diferencial i, a diferència dels melanomes cutanis clàssics, no està clara la implicació dels UVB en la seva oncogènesi. Poques vegades, un melanoma ileal causa una obstrucció intestinal del budell prim. Un subtipus singular de melanoma és el melanoma amelanòtic, caracteritzat per la manca de pigmentació. A la pell acostuma a presentar-se com una lesió eritematosa, a vegades nodular, i de color rosat o vermell. Pot sorgir a llocs molt diversos, com ara el paladar, la geniva mandibular, la cavitat nasal, la llengua, la pleura, l'esòfag, el sistema nerviós central, el duodè, la cèrvix uterina, la uretra masculina, l'òrbita ocular, la conjuntiva, la mucosa bucal, la zona anorectal, la planta del peu, el taló, la paròtide i la glàndula salival submandibular o la vagina. Ocasionalment, els trets clínics i oftalmoscòpics d'una escleritis posterior atípica són força similars als del melanoma amelanòtic de la coroide. Els melanomes primaris intracranials pediàtrics o en adolescents, els del si esfenoïdal, els pulmonars, els meníngics, els de pròstata, els polipoides, els endobronquials, els de la glàndula lacrimal, els ovàrics, els d'endometri, els hepàtics i els de bufeta urinària són extraordinaris.
Una detecció precoç permet l'extirpació quirúrgica de la pràctica totalitat dels melanomes. Actualment s'utilitzen tècniques de diagnosi no cruentes, tals com la dermatoscòpia convencional o digital, que permeten detectar qualsevol alteració precoç dels nevus i la possible malignitat. Després de la cirurgia solament els pacients d'alt risc necessiten immunoteràpia addicional. Si en un període de 3 a 5 anys no s'ha reproduït el melanoma, les possibilitats de recaiguda són mínimes. L'administració de vemurafenib augmenta la supervivència dels pacients que tenen melanomes amb mutacions en el gen BRAF.

## Fases del melanoma
Com en altres càncers, l'avenç del melanoma cutani i les seves complicacions es pot dividir en fases:
- A la fase 0 el melanoma és local i el creixement de les cèl·lules canceroses es dona només a l'epidermis del punt d'origen (melanoma in situ).[87]
- Quan el melanoma creix en gruix, pot passar a la fase 1, es fa més visible però en estar concentrat, sol ser extirpable quirúrgicament.
- Si el melanoma té més de 2 mm, o bé més d'un però amb úlcera,[88] es considera de fase 2.
- A la fase 3 augmenta el risc de petites metàstasis en els ganglis limfàtics locals.[89] Les metàstasis en àrees properes al melanoma causen la formació de pàpules o nòduls satèl·lits,[90] que poden estar pigmentats o no.
- A la fase 4 la metàstasi sorgeix en zones allunyades del focus original i la malaltia s'estén, amb afectació sistèmica més greu.[91] La taxa de supervivència a cinc anys és de menys del 10 per cent.[92] S'han desenvolupat algorismes basats en el genotip del tumor i la resposta del malalt als tractaments previs amb l'objectiu de seleccionar en aquesta fase avançada del melanoma la millor teràpia per a cada pacient.[93]

Els melanomes cutanis s'originen a la part més externa de la pell, l'epidermis, a partir de la transformació maligna dels melanòcits de la capa basal. A les fases inicials de la malaltia, quan les cèl·lules malignes es multipliquen radialment entre l'epidermis i la capa més superficial de la dermis, el risc de reproducció és menor, en no haver òrgans afectats o una alteració del comportament de les cèl·lules dels estrats inferiors. Si aleshores la lesió s'extirpa de manera correcta, amb els seus marges de resecció sense evidències histopatològiques de la presència de cèl·lules canceroses, el pronòstic acostuma a ser molt bo. En canvi, si el melanoma creix en vertical i s'infiltra en el sistema limfàtic, les fases avancen amb més rapidesa i augmenta el risc de recidives. Per mesurar l'expansió en profunditat dels melanomes, s'utilitza l'escala de Breslow.

## Melanoma de cap i coll
Aproximadament, entre un 10 per cent i un 25 per cent de tots el melanomes es localitzen en aquesta regió corporal. El cuir cabellut occipital i les galtes són els llocs més afectats. Algunes vegades es descobreixen incidentalment durant una dermatoscòpia de la zona o també en alguns casos pels perruquers. Els melanomes primaris de la mucosa de la cavitat oral són extremadament rars. No tenen predisposició genètica i són tumors difícils de diagnosticar i tractar. La major part es troba al cos i als marges laterals de la llengua. Malgrat la pràctica de procediments quirúrgics millorats i la introducció de nous agents quimioteràpics, avui dia el pronòstic d'aquests melanomes segueix sent dolent.

## Melanoma ocular
El melanoma ocular és el tumor primari de l'interior de l'ull més comú en els adults i representa la segona localització més freqüent dels melanomes primaris després de la pell. Aquests tumors apareixen amb una freqüència molt major a l'úvea, on inusualment poden ser múltiples, que a la conjuntiva (35:1). Per regla general es troben a la coroide i el diagnòstic pot ser difícil, sobretot quan són petits. De vegades, es presenten inicialment com una síndrome de la mascarada. Rarament cal efectuar una biòpsia per confirmar el diagnòstic. Pràcticament mai, un melanoma uveal metastatitza la parpella. L'extracció total del globus ocular és la teràpia d'elecció per a quasi tots els que tenen més de 15 mm de diàmetre, envaeixen el nervi òptic o provoquen glaucomes greus. La majoria dels pacients sotmesos a aquest procediment quirúrgic, però, no sobreviu més de dos anys després de la intervenció. Certs casos es tracten amb èxit emprant teràpia de protons, fotocoagulació o radiocirurgia estereotàctica. Sovint, el melanoma ocular metastatitza el fetge per via hematògena, amb un pronòstic molt dolent. En canvi, les metàstasis pancreàtiques originades per aquest tipus de melanoma són molt poc comunes. Les alteracions citogenètiques més freqüents identificades en els melanomes uveals són la monosomia del cromosoma 3 i l'amplificació del 8q, ambdues relacionades amb un alt grau de progressió metastàtica del tumor. Entre un 40 i un 50 per cent dels melanomes uveals es manté molt temps en un estat de latència abans de formar metàstasi i triga més d'una dècada a ser diagnosticat, un fet que només es dona en menys d'un 5 per cent dels cutanis. Els melanomes del cos ciliar són molt rars i tenen una evolució poc favorable.

## Melanoma lentiginós acral
És poc comú (entre el 2 i el 3 per cent dels melanomes localitzats a la pell, aproximadament). El terme lentiginós fa referència a què s'originen en una taca cutània fosca i macular semblant a un lentigen. Té importants característiques clíniques diferents a la de la resta de MM i uns factors de risc específics, ja que a penes guarda relació amb els fototipus clars o la preexistència de nevus melanocítics i es presenta en zones poc exposades a la radiació ultraviolada, com ara el palmell de la mà, la zona palmar del polze, la planta del peu, l'hàl·lux o per sota de les ungles dels altres dits del peu. Sol ser diagnosticat en estadis avançats. Als Estats Units, té pitjor pronòstic en les persones de pell negra que en les caucàsiques. Ha estat descrita la insòlita presència de múltiples melanomes d'aquest tipus en un mateix individu. Es creu que el trauma crònic a les àrees acrals, a més a més d'algunes particularitats genètiques com diversos tipus de mutacions en el gen TERT i la inestabilitat cromosòmica del gen Ciclina D1, pot predisposar que s'origini aquest tipus de tumor. El perfil genètic dels melanomes acrals és complex i varia en funció del lloc concret on es desenvolupen, un fet que influeix en el seu comportament biològic. L'ipilimumab (un anticòs monoclonal humanitzat) és actiu clínicament i augmenta la supervivència general en casos de melanoma acral avançat.

## Melanoma nodular
És la variant de MM més agressiva. Creix localment en profunditat amb molta rapidesa i forma metàstasis en òrgans vitals des de la seva fase evolutiva primerenca. No segueix la regla A, B, C i D. Un 5 per cent té una aparença externa amelanòtica i un mal pronòstic. Vist al microscopi, es caracteritza per l'abundant presència de melanòcits mitòtics, superior a la que s'observa en altres variants que tenen un patró de progrés radial prevalent. Entre un 15 i un 25 per cent dels melanomes són nodulars, però provoquen quasi un 40 per cent de les morts per aquest càncer cutani. Els melanomes nodulars gegants congènits en nounats són una raresa.

## Melanoma mucós
És un tipus de melanoma molt infreqüent. Representa menys del 1 per cent de tots els melanomes i té una mala prognosi, amb una taxa de supervivència a cinc anys inferior al 20 per cent. Afecta en especial la mucosa de la regió sinonasal o de la boca i menys comunament la del tracte gastrointestinal. També s'ha descrit a la mucosa vulvovaginal o anorectal, a l'estómac i a la trompa d'Eustaqui. A diferència del melanoma cutani, el mucós es diagnostica predominantment en la gent gran i més sovint en dones que en homes, amb una ràtio de 1,85 a 1. El seu tractament més efectiu és l'excisió quirúrgica completa amb marges lliures de tumor. La immunoteràpia obté pitjors resultats que en els casos de MM de pell.

## Melanoma desmoplàstic
Variant força inhabitual de melanoma, amb una incidència general d'uns 0,2 casos per 100.000 habitants i any. Representa menys del 4 per cent de tots els casos de melanoma cutani primari. Les lesions del melanoma desmoplàstic poden ser nodulars o en plaques, pigmentades o no, tenen inicialment un aspecte benigne i deriven de plaques o nòduls en àrees cutànies d'exposició solar crònica, com el cap i el coll. Després es converteixen en una neoplàsia maligna infiltrant subcutània profunda fibrosa en el lloc on han aparegut, que pot metastatitzar els ganglis limfàtics regionals. Està format microscòpicament per melanòcits fusiformes, molts d'ells amelanótics, immersos en un estroma molt col·lageinitzat. Els melanomes desmoplàstics del penis, del turmell, del llavi, del genoll, de la mucosa nasal o de l'oral sòn gairebé excepcionals.

## Pseudomelanoma
El pseudomelanoma, anomenat més apropiadament nevus melanocític recurrent, és una lesió molt semblant a un melanoma que s'estén per la superfície del lloc on poc temps abans s'ha practicat l'exèresi incompleta d'un nevus atípic d'aquesta classe. En realitat, es tracta d'una singular forma de recidiva del nevus originada a partir de grups de melanòcits no extirpats que es reprodueixen seguint un patró anòmal, amb una hiperpigmentació asimètrica i irregular que té l'aspecte clínic i histològic d'un MM i que planteja una difícil diagnosi diferencial.